# Stezzano
Stezzano (lombardul: Stezà) település Olaszországban, Lombardia régióban, Bergamo megyében. Lakosainak száma 13 484 fő (2023. január 1.). Stezzano Azzano San Paolo, Bergamo, Comun Nuovo, Dalmine, Lallio, Zanica és Levate községekkel határos.

## Népesség
A település lakossága az elmúlt években az alábbi módon változott:
| Lakosok száma | 13 067 | 13 112 | 13 484 |
|               | 2017   | 2018   | 2023   |